# تان دن
تان دن (بالصينية: 谭盾) (و. 1957  م) هو ملحن، وviola d'amore player ‏، وموزع، ومؤلفو موسيقى تصويرية، وموسيقي صيني، ولد في تشانغشا، يستخدم آلات Viola d'amore ‏.

## التعليم
تعلم في جامعة كولومبيا، وكلية الفنون في جامعة كولومبيا ‏.

## جوائز وترشيحات
حصل على جوائز منها:
- Bach Prize of the Free and Hanseatic City of Hamburg [الإنجليزية]‏ (2011)
- جائزة مدينة دويسبورغ للموسيقى [الإنجليزية]‏ (2005)
- جائزة غراويماير [الإنجليزية]‏ (1998)
- جائزة الأوسكار لأفضل موسيقى تصويرية، عن عمل: النمر الرابض والتنين الخفي.

ترشح لـ:
- جائزة الأوسكار لأفضل موسيقى تصويرية، عن عمل: النمر الرابض والتنين الخفي.

## وصلات خارجية
- تان دن على موقع IMDb (الإنجليزية)
- تان دن على موقع الموسوعة البريطانية (الإنجليزية)
- تان دن على موقع مونزينجر (الألمانية)
- تان دن على موقع ألو سيني (الفرنسية)
- تان دن على موقع ميوزك برينز (الإنجليزية)
- تان دن على موقع بوكس أوفيس موجو (الإنجليزية)
- تان دن على موقع إن إن دي بي (الإنجليزية)
- تان دن على موقع أول ميوزيك (الإنجليزية)
- تان دن على موقع ديسكوغز (الإنجليزية)
- تان دن على موقع قاعدة بيانات الفيلم (الإنجليزية)

- تان دن في قاعدة بيانات الأفلام على الإنترنت